# Домонтович, Иван Михайлович
Ива́н Михайлович Домонтович (укр. Іван Домонтович ; ? — † 1683) — генеральный судья Войска Запорожского. Родоначальник известного рода Домонтовичей.

## Биография
На раде в Конотопе 17 июня 1672 года в числе прочих подписал утверждение московским царём гетмана Самойловича.
В 1672 году гетман Самойлович передал село Кудровка во владение генеральному судье Домонтовичу «на кормление».

## Семья
- дочь Евфросинья, была замужем за Прохором Ивановичем Забелой
- сын Георгий (Юрий) Иванович, родившийся около 1754 года, был женат на Анастасии Ивановне Товстолес (является прадедом Александры Михайловны Коллонтай)